# Compositie VIII (De koe)
Compositie VIII (De koe) (Engels: Composition VIII (The Cow), Frans: Composition VIII (La Vache)) is een schilderij van de De Stijl-voorman Theo van Doesburg in het Museum of Modern Art in New York.

## Titel
De titel van Compositie VIII (De koe) stamt van na Van Doesburgs dood. De herkomst is onbekend. Vanaf 1916 gaf Van Doesburg zijn schilderijen een nummer met daarachter het motief waarop het schilderij gebaseerd is. In dit geval zou het dus gaan om Van Doesburgs achtste compositie. Stilistisch en historisch onderzoek heeft echter aangetoond dat dit niet waarschijnlijk is. Van Doesburg hield een portfolio bij met daarin foto's en beschrijvingen van zijn werk. In deze portfolio komt het voor als Comp. XII.

## Studies
Aan het werk gingen een 13-tal schetsen en voorbereidende studies vooraf: van natuurgetrouw tot vrijwel geheel abstract. Van Doesburg noemde deze stadia van natuur naar abstractie ‘beeldingsmomenten’ en het proces als geheel ‘ombeelding’. Het grootste deel van deze tekeningen en studies is in het bezit van het Museum of Modern Art in New York.

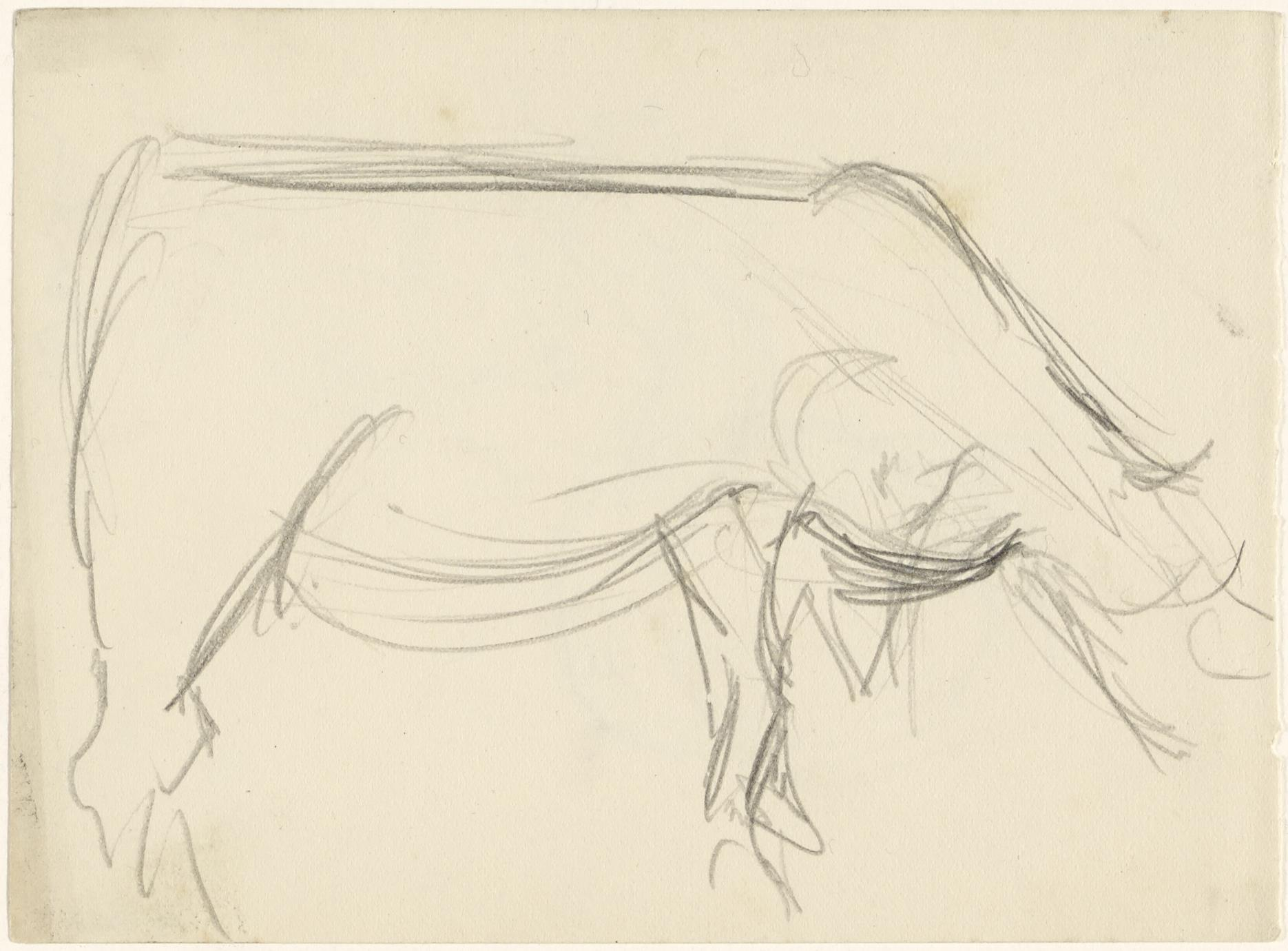
2. Theo van Doesburg. Koe. Potlood op papier. 11,5 × 16 cm. Utrecht, Centraal Museum.
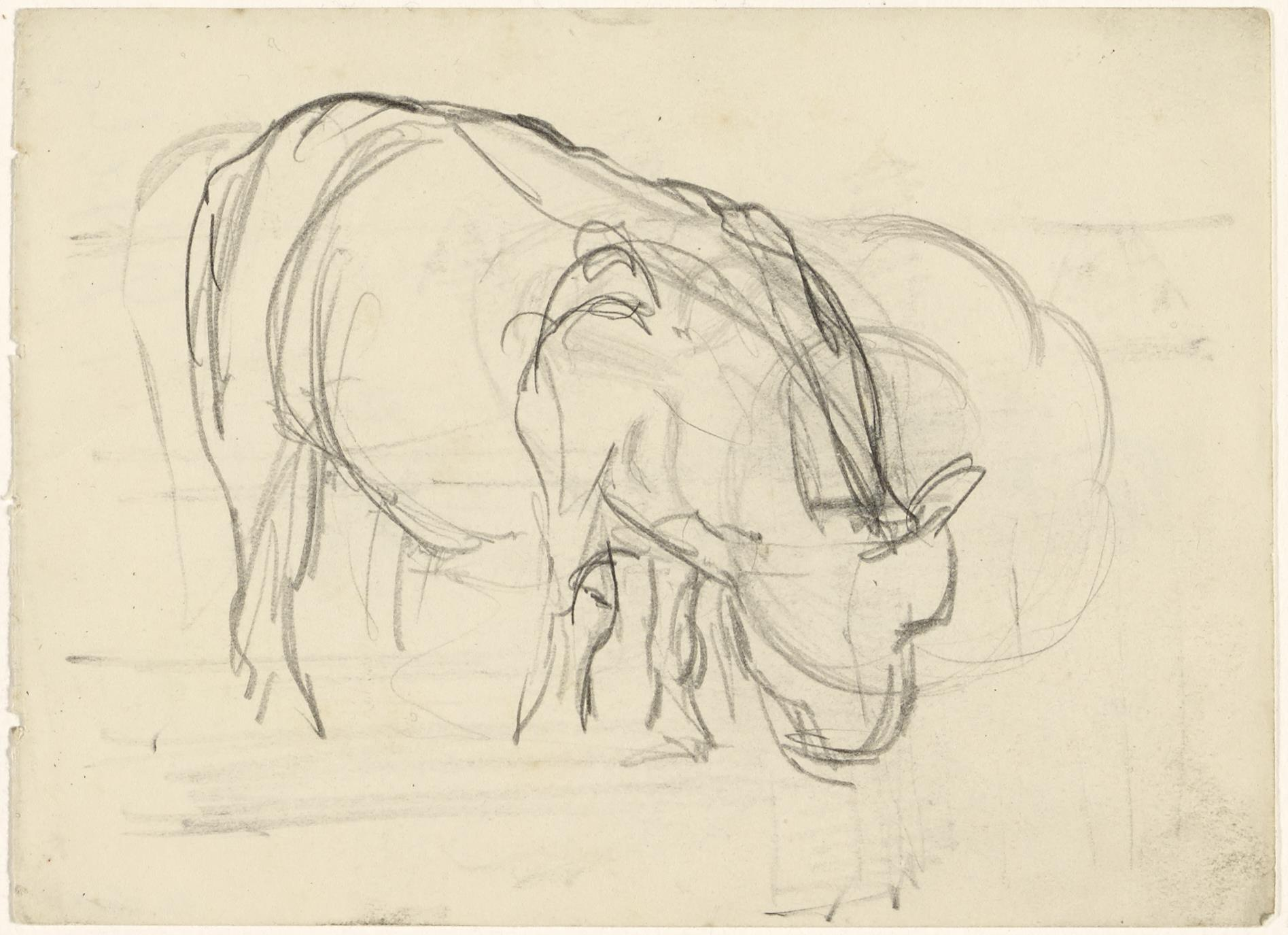
3. Theo van Doesburg. Koe. Potlood op papier. 11,5 × 16 cm. Utrecht, Centraal Museum.
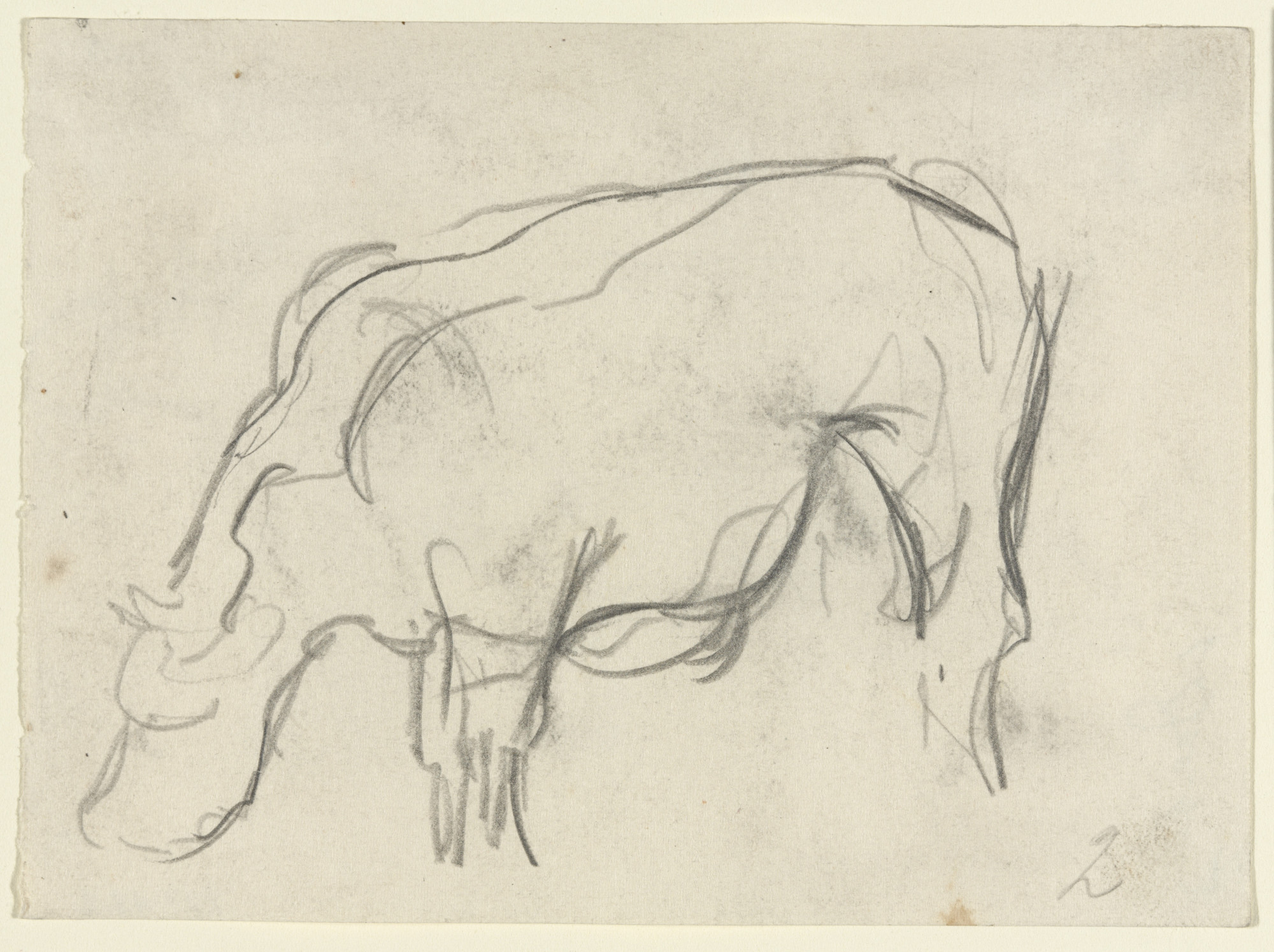
4. Theo van Doesburg. Koe. Potlood op papier. 11,5 × 16 cm. New York, Museum of Modern Art.
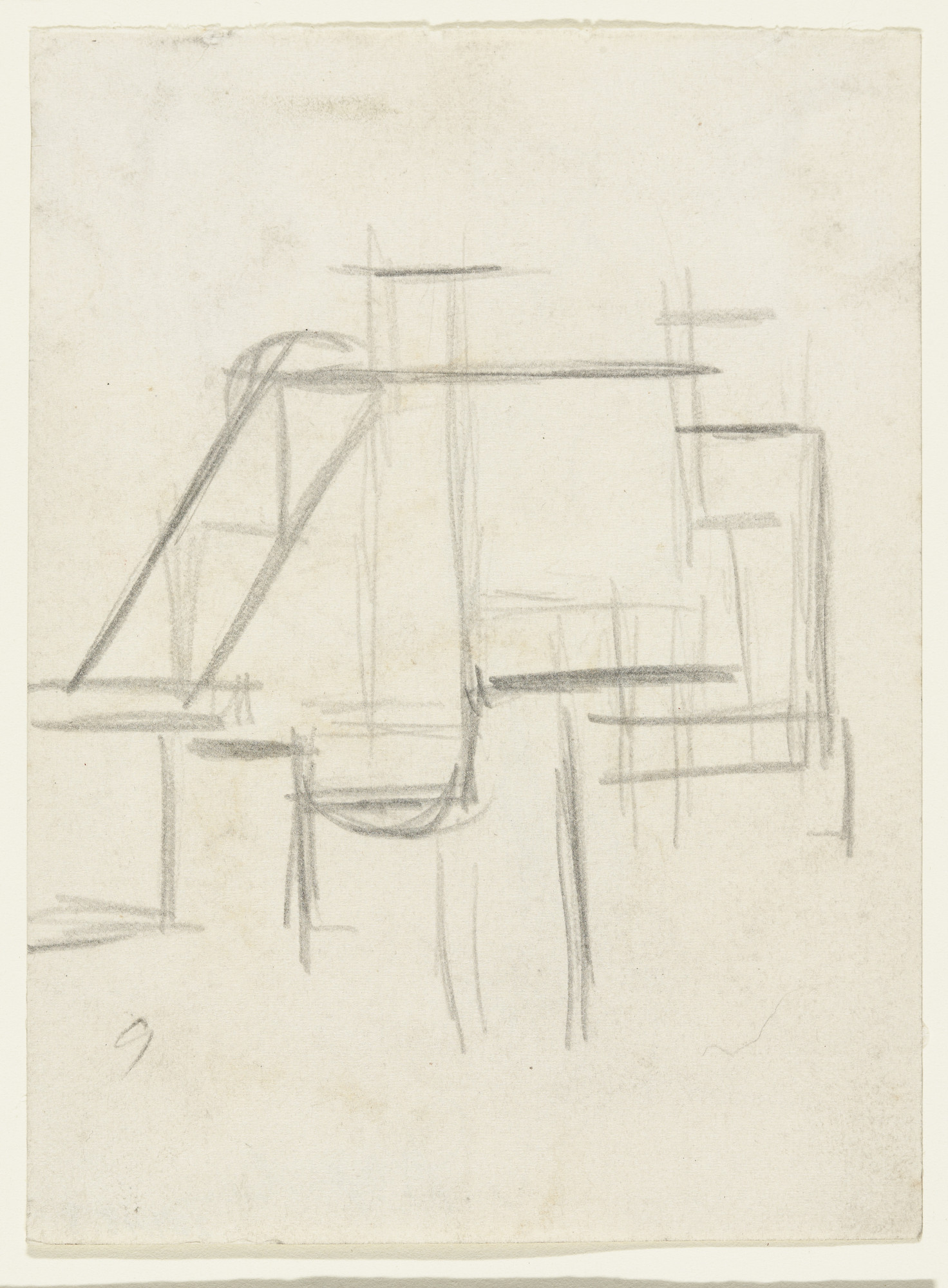
5. Theo van Doesburg. Koe. Potlood op papier. 16 × 11,5 cm. New York, Museum of Modern Art.
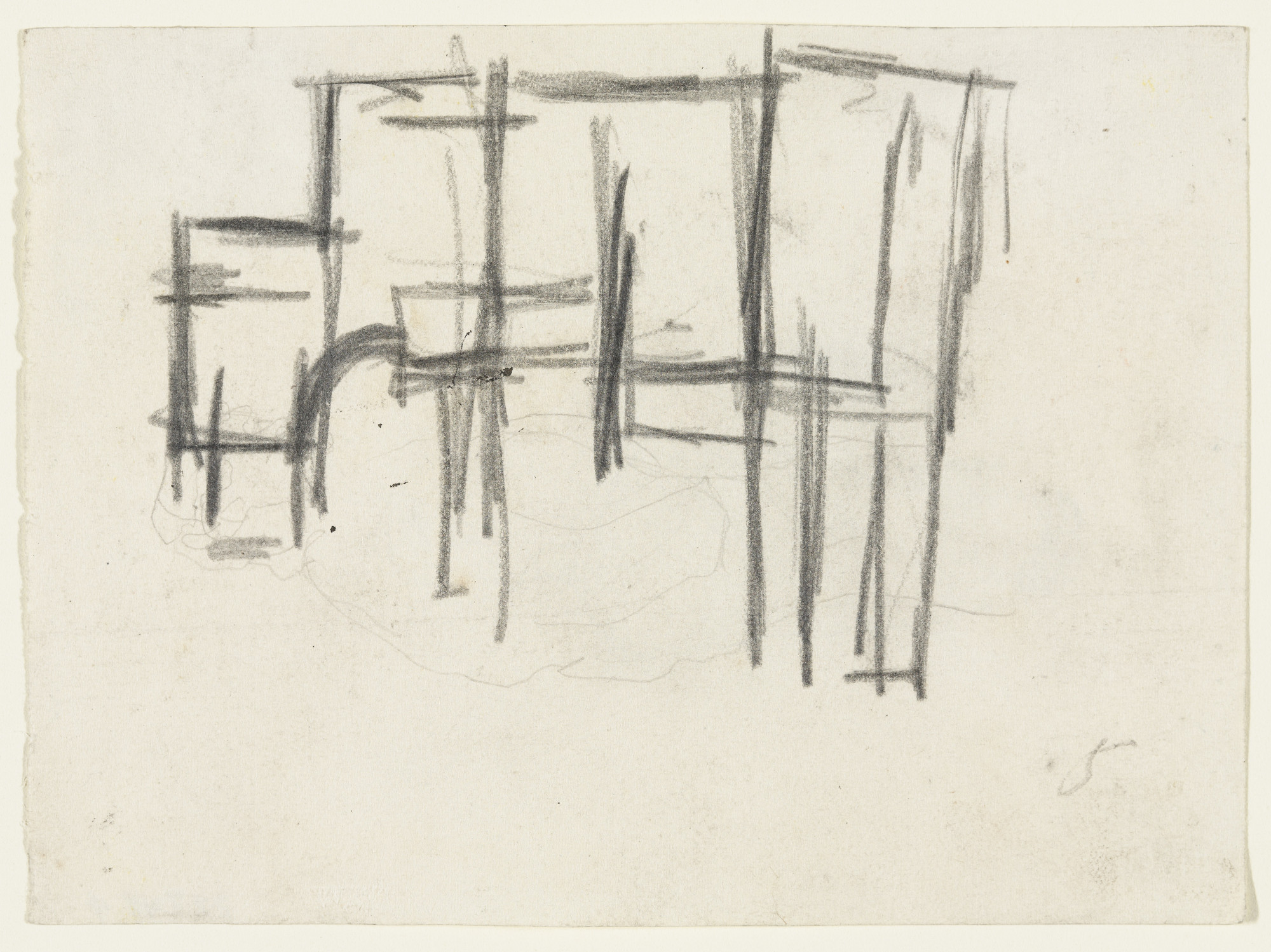
6. Theo van Doesburg. Koe. Potlood op papier. 11,5 × 16 cm. New York, Museum of Modern Art.
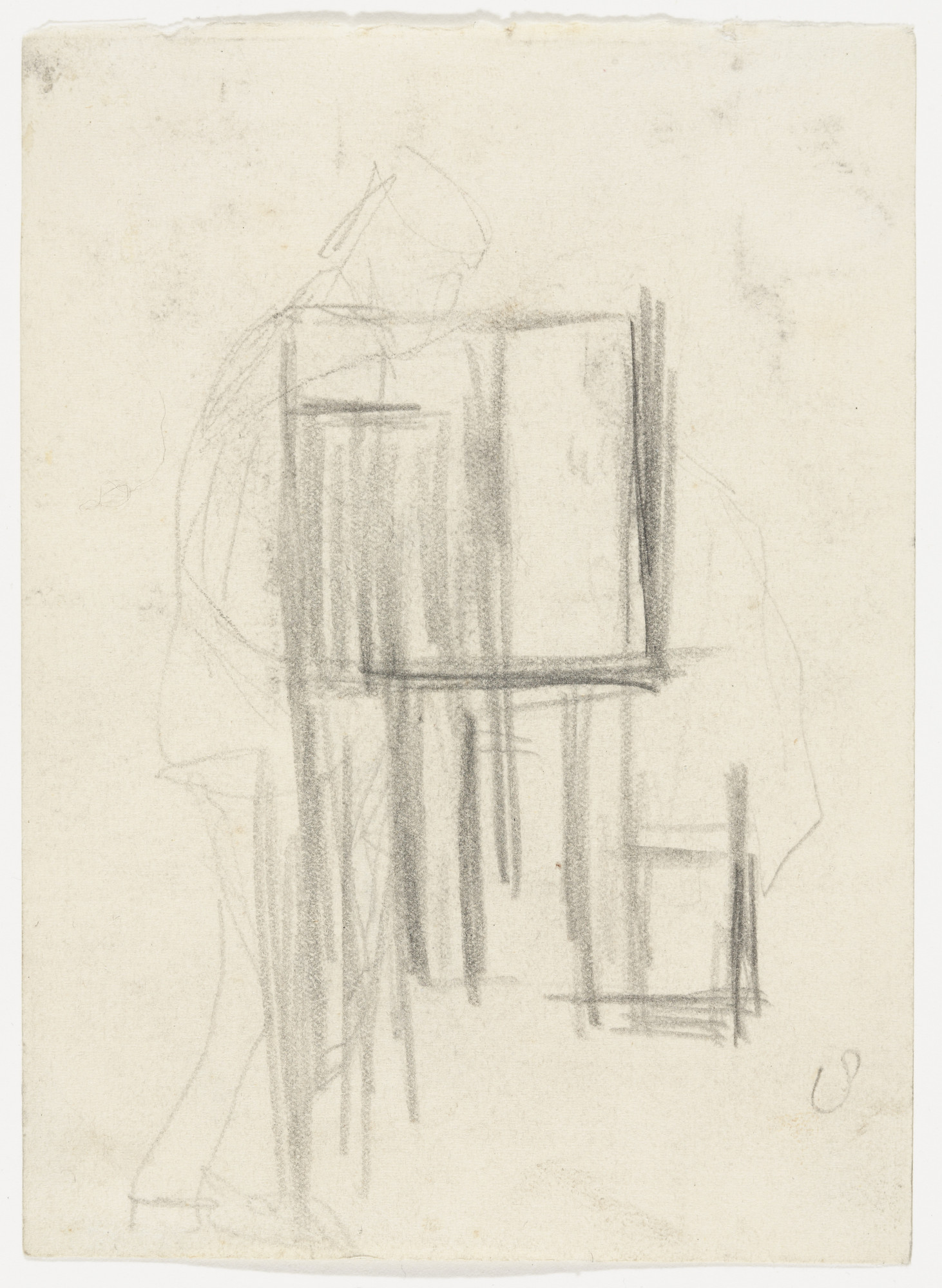
7. Theo van Doesburg. Koe. Potlood op papier. 16 × 11,5 cm. New York, Museum of Modern Art.
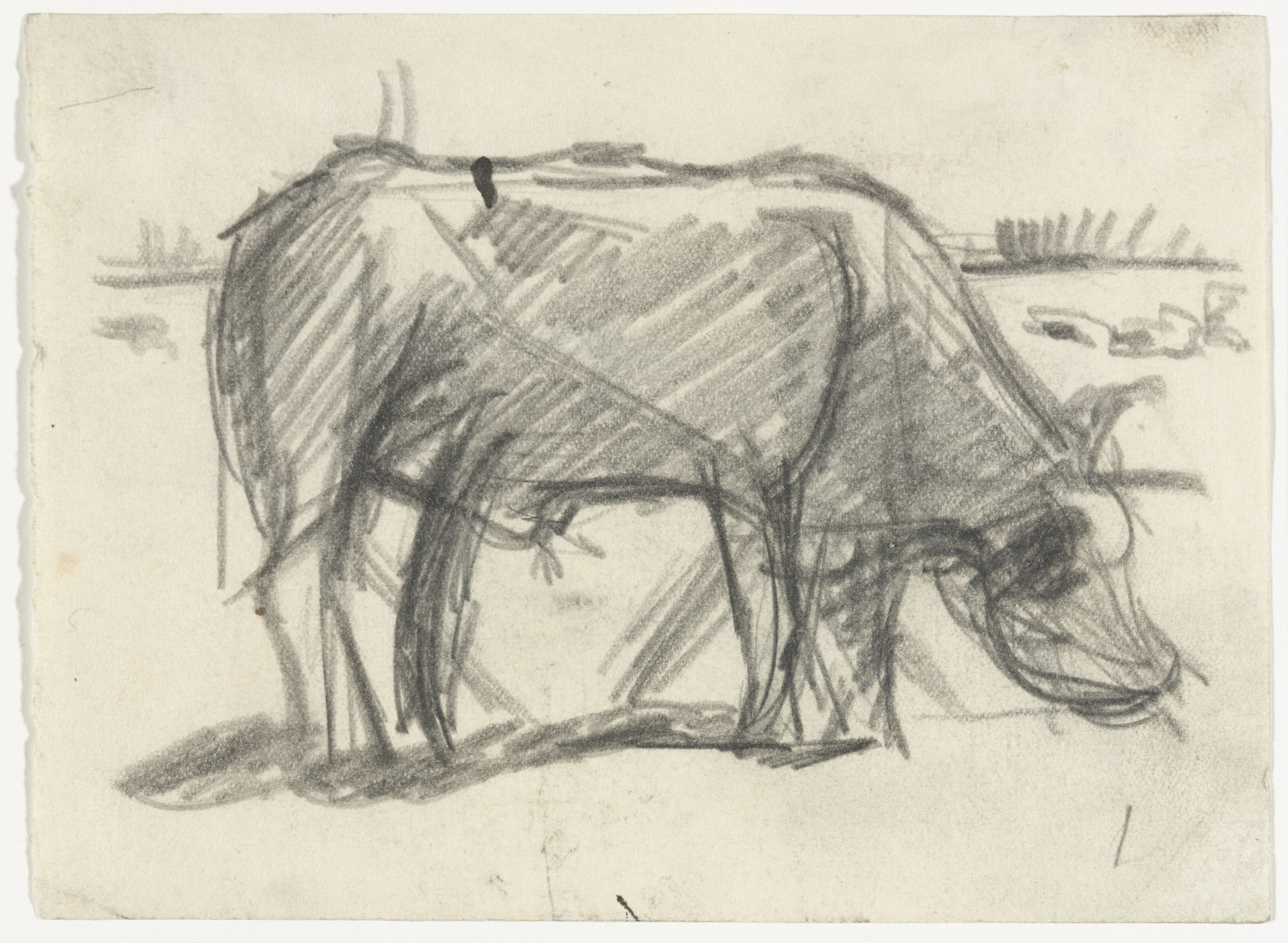
8. Theo van Doesburg. Koe. Potlood op papier. 11,5 × 16 cm. New York, Museum of Modern Art.
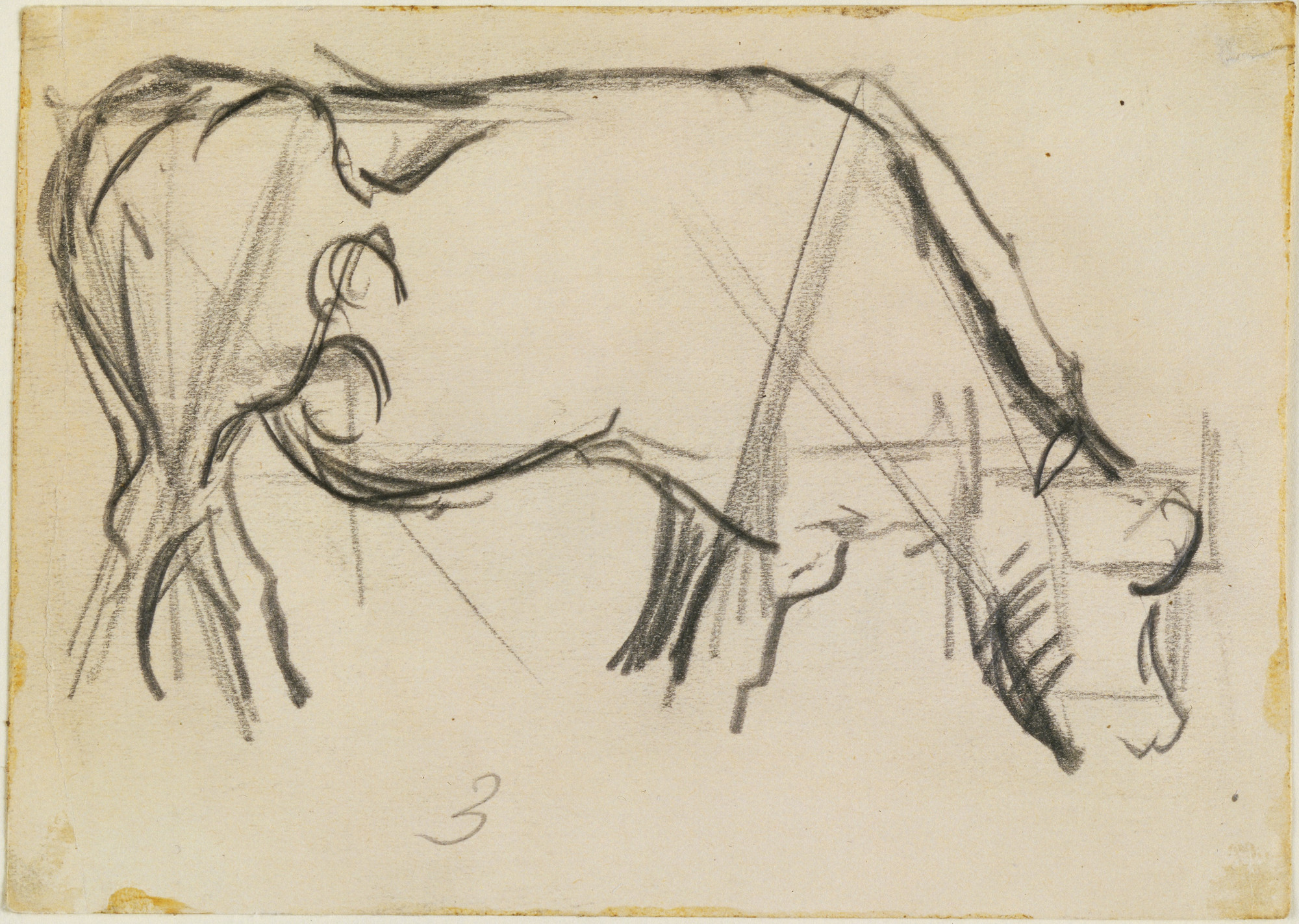
9. Theo van Doesburg. Koe. Potlood op papier. 10,5 × 14 cm. New York, Museum of Modern Art.
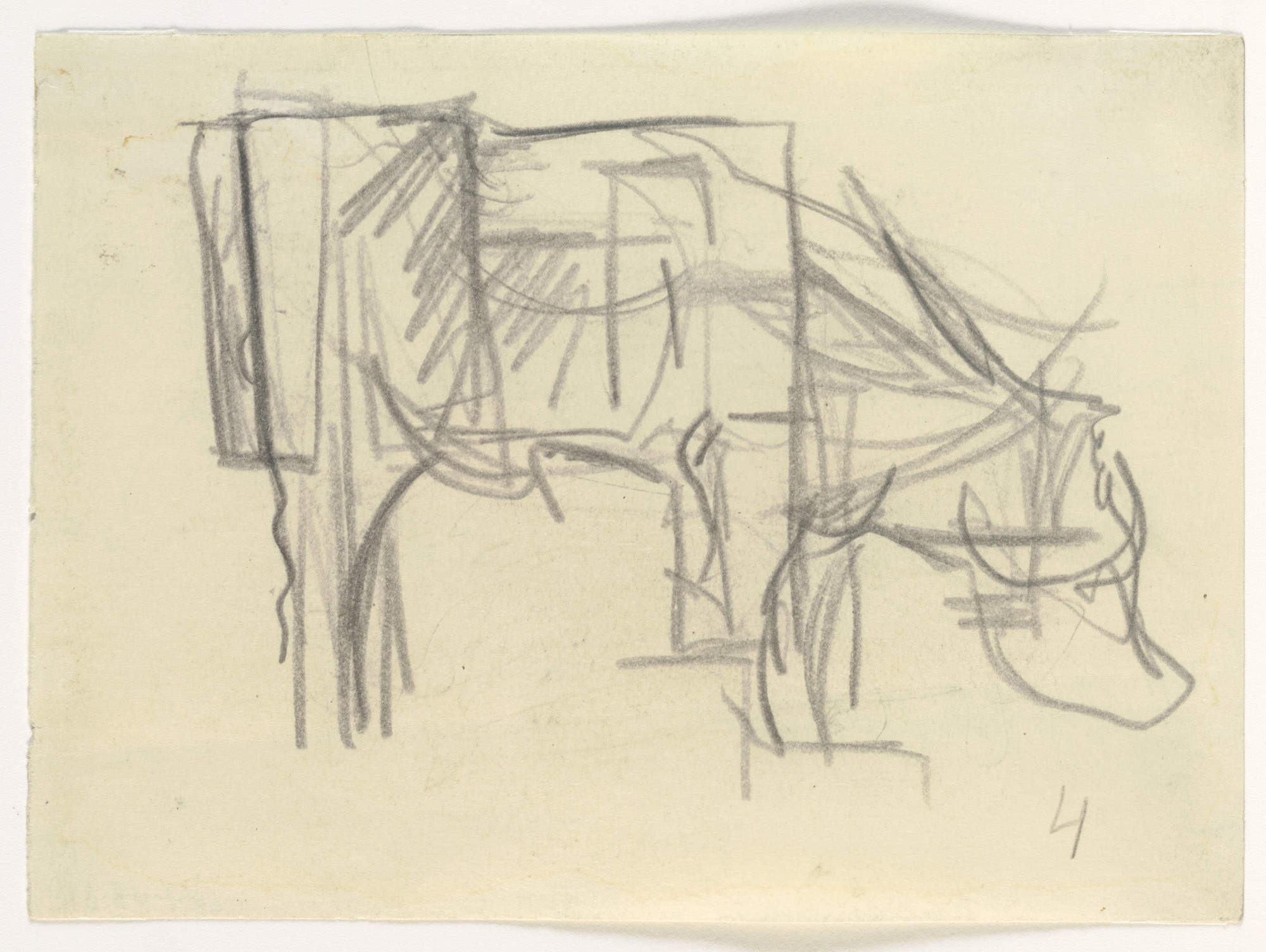
10. Theo van Doesburg. Koe. Potlood op papier. 11,5 × 16 cm. New York, Museum of Modern Art.
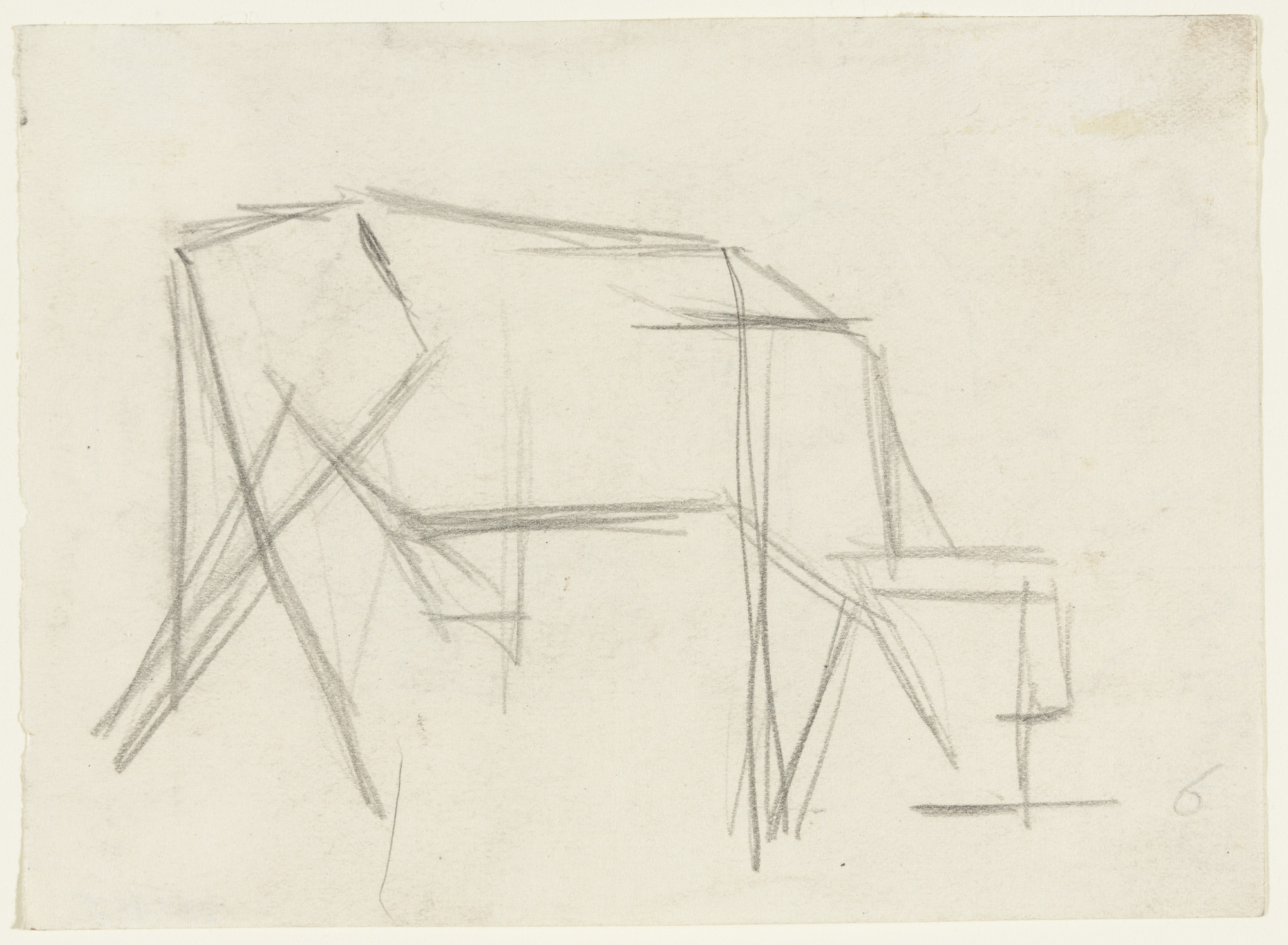
11. Theo van Doesburg. Koe. Potlood op papier. 11,5 × 16 cm. New York, Museum of Modern Art.
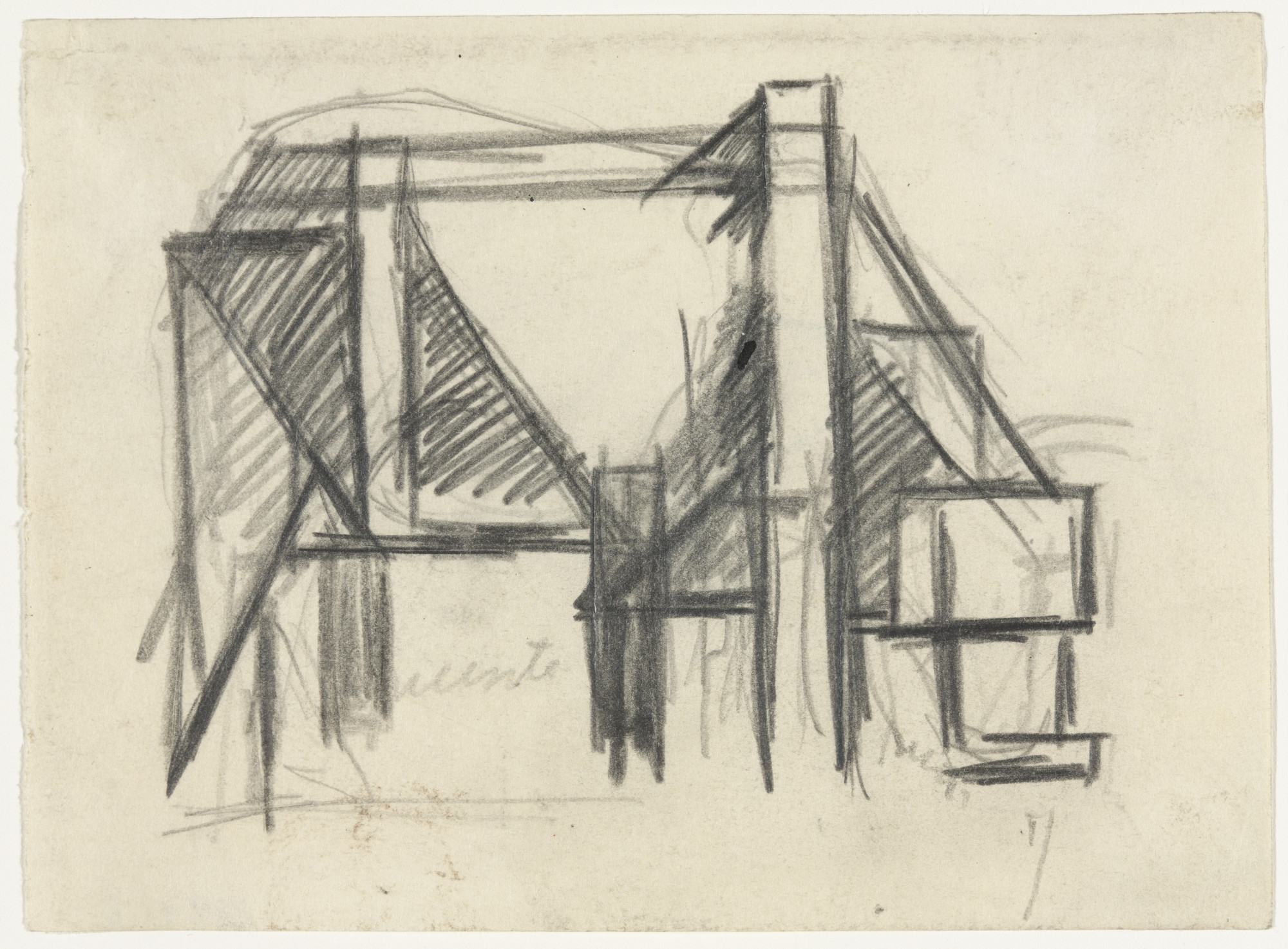
12. Theo van Doesburg. Koe. Potlood op papier. 11,5 × 16 cm. New York, Museum of Modern Art.
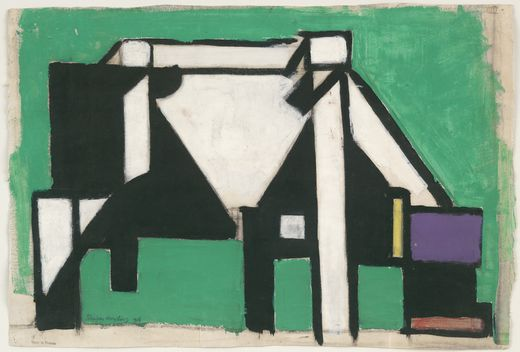
13. Theo van Doesburg. Koe. Gouache, olieverf en houtskool op papier. 39,7 × 57,5 cm. New York, Museum of Modern Art.
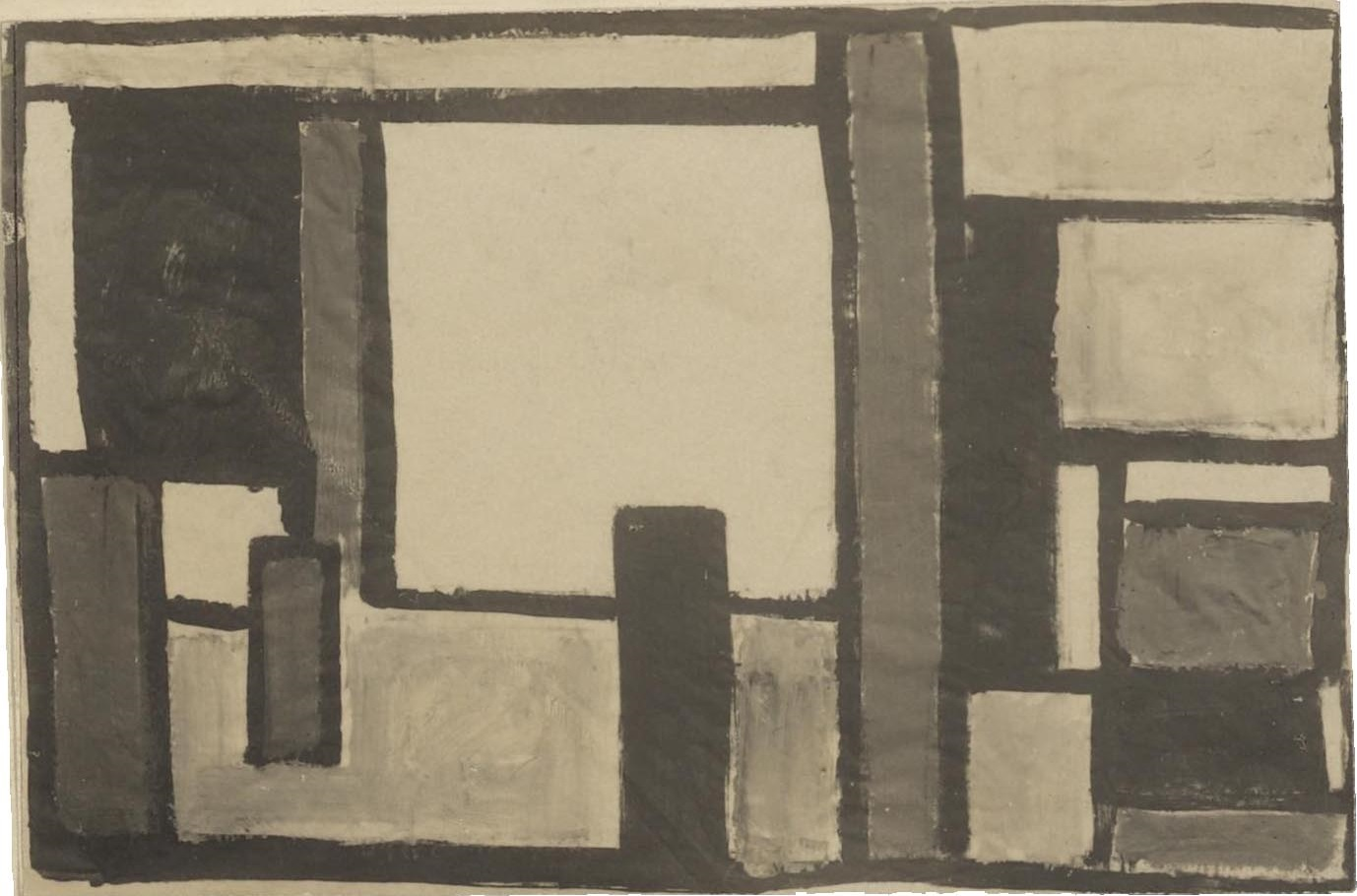
14. Theo van Doesburg. Koe. Gouache op transparant papier. Afmetingen en huidige verblijfplaats onbekend.

## Datering
Het schilderij is niet gesigneerd of gedateerd. Twee voorstudies zijn wel gedateerd, te weten studie 9 (1917) en studie 13 (1916). In de literatuur wordt het schilderij dan ook meestal in 1916 en/of 1917 geplaatst. De datering op de potlood-studie is echter later aangebracht, vermoedelijk door Van Doesburgs derde vrouw, Nelly van Doesburg, en de datering op de gouache-studie kan door Van Doesburg geantedateerd zijn om zo indruk te maken op collega-avantgardisten. In de Oeuvrecatalogus van Van Doesburg uit 2000 worden twee argumenten genoemd om het werk in 1918 te plaatsen. Ten eerste maakte Van Doesburg in 1918 gebruik van losse kleurvlakken op een effen, witte achtergrond (zie bijvoorbeeld Compositie XI) en ten tweede is er een brief bekend van Georges Vantongerloo aan Michel Seuphor, gedateerd 3 november 1950, waarin hij schrijft: ‘Lui [Van Doesburg] faisait alors sa Vache [Compositie VIII (De koe)], la Danse Russe [Ritme van een Russische dans] et avait déjà fait les Joueurs de carte d'après Cézanne [De kaartspelers]’. Van Doesburg ontmoette Vantongerloo voor het eerst pas begin 1918, wat betekent dat Van Doesburg Compositie VIII (De koe) in de loop van het jaar 1918 voltooide.

## Betekenis

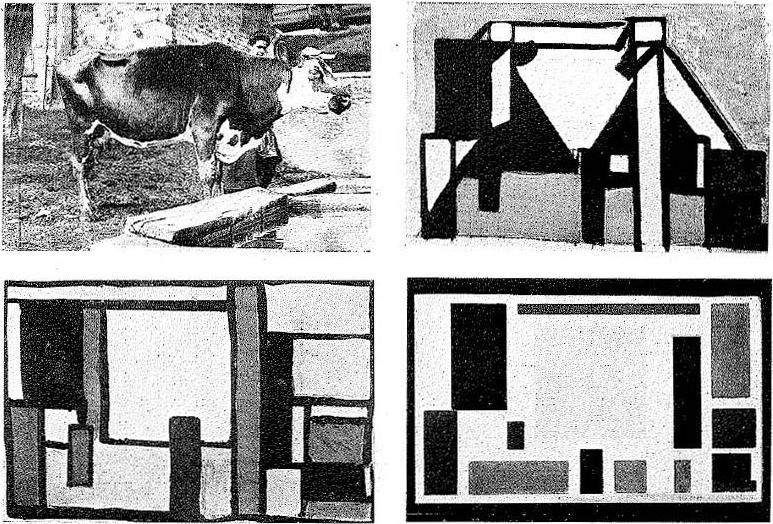
Illustratie uit Theo van Doesburgs Grundbegriffe der neuen gestaltenden Kunst (1925).

In 1925 gebruikt Van Doesburg dit schilderij ter illustratie bij de 'esthetische ervaring' (van de werkelijkheid) in zijn Grundbegriffe der neuen gestaltenden Kunst, uitgegeven als zesde deel in de serie Bauhausbücher. Over deze 'esthetische ervaring' schrijft hij: "Bij de esthetische ervaring is de zintuigelijke waarneming (...) het middel tot de ervaring zelve. Het zintuig veroorzaakt het onmiddellijk contact met de realiteit. Daarna heeft er 'n proces plaats in de ziel van de kunstenaar. Het opgevangen beeld wordt verwerkt, omgebeeld, om daarna in de geest op een andere wijze dan volgens de natuur, namelijk volgens de kunst te verschijnen. Vanaf de zintuigelijke waarneming tot de esthetische ervaring, heeft er dus een zekere innerlijke cultuur van het waarnemingsobject plaat. Het natuurlijke waarnemingsobject wordt gereconstrueerd tot de, dat object inderdaad beeldende, accenten". Even verder merkt hij nog op: "Op de vraag, hoe de kunstenaar aan deze esthetische accenten komt kan geantwoord worden: door een wisselwerking van subject (de kunstenaarsgeest) en object (de realiteit)."
Deze ombeelding illustreert Van Doesburg vervolgens aan de hand van vier (zwart-wit) afbeeldingen: linksboven een foto van een koe, rechtsboven een voorstudie van Compositie VIII (nu in het Museum of Modern Art), linksonder een tweede voorstudie van Compositie VIII (verblijfplaats onbekend) en rechtsonder het uiteindelijke schilderij.

## Herkomst
Na de dood van Van Doesburg, in 1931, kwam het werk in bezit van zijn weduwe Nelly van Doesburg. Deze verkocht het in 1948 aan het Museum of Modern Art. Met het schilderij kocht het museum ook negen voorstudies van Nelly van Doesburg (studie 4-8 en 10-13). In 1969 schonk Van Doesburg een tiende studie (studie 9) aan het museum. Drie overige studies (studie 1-3) bleven in Van Doesburgs bezit en werden in 1981 door haar nicht Wies van Moorsel nagelaten aan de Nederlandse staat en bevinden zich tegenwoordig in het Centraal Museum in Utrecht.